# Querfurt
Querfurt är en tysk stad i distriktet Saalekreis i förbundslandet Sachsen-Anhalt. Staden ligger invid floden Querne, som tros ha gett den dess damm. Under 2020 hade kommunen 10,454 invånare. Utöver den medeltida staden Querfurt består kommunen även av Gatterstädt, Grockstädt, Leimbach, Lodersleben, Schmon, Vitzenburg, Weißenschirmbach and Ziegelroda. 
Helgonet Bonifatius och friidrottaren Silke Renk föddes i Querfurt.

## Borg Querfurt
Stadens dominerande byggnad är en borg som täcker 3,5 hektar av stadskärnan. Den nämns under senare 800-talet för första gången i en urkund. Försvarsanläggningen var säte åt adelssläkten von Querfurt fram till 1500-talet. Borgen användes under senare 1900-talet och början av 2000-talet för flera tyska och internationella filminspelningar. Av den ursprungliga ringmuren är två tredjedelar bevarade.

## Bilder

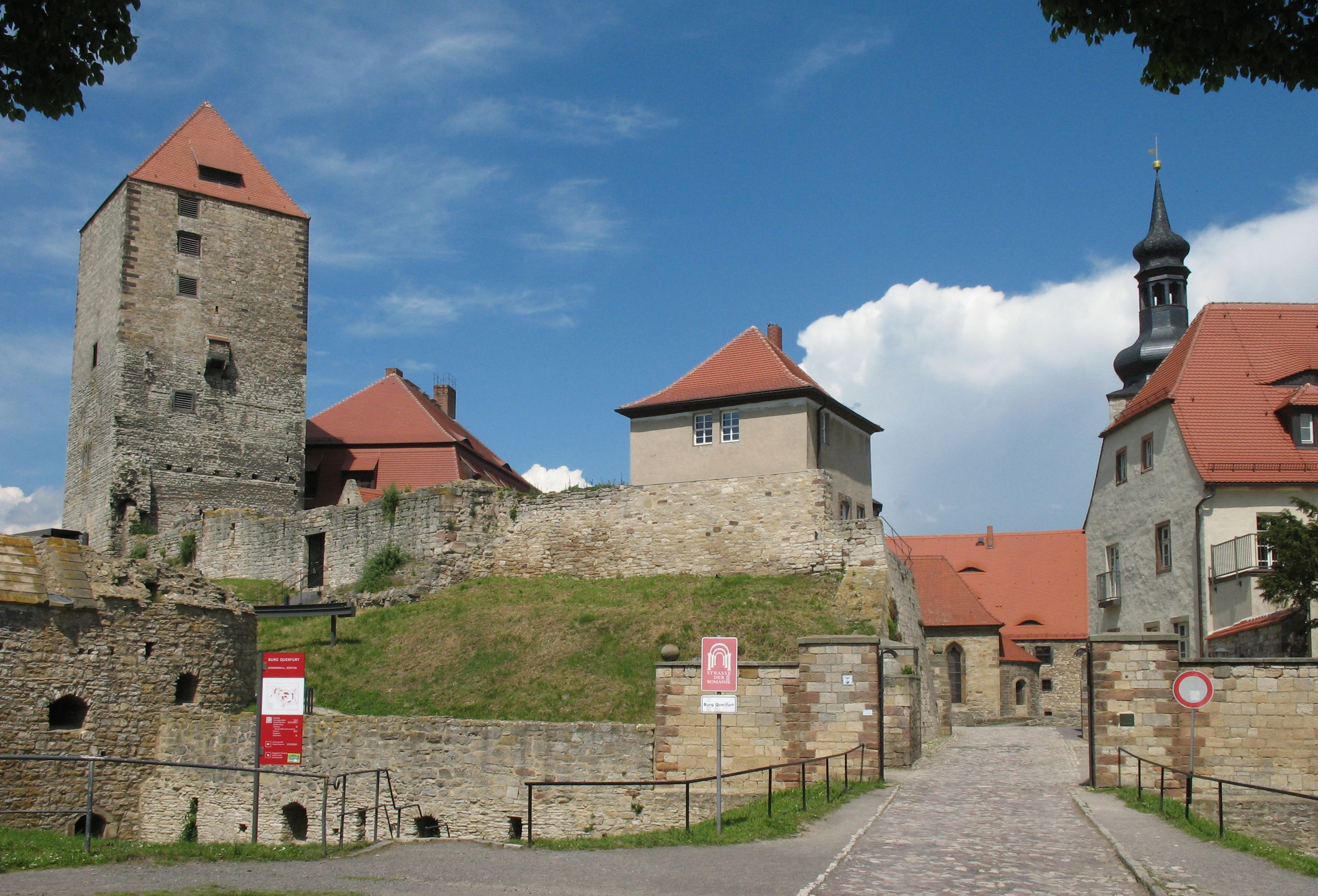
Delar av borgen
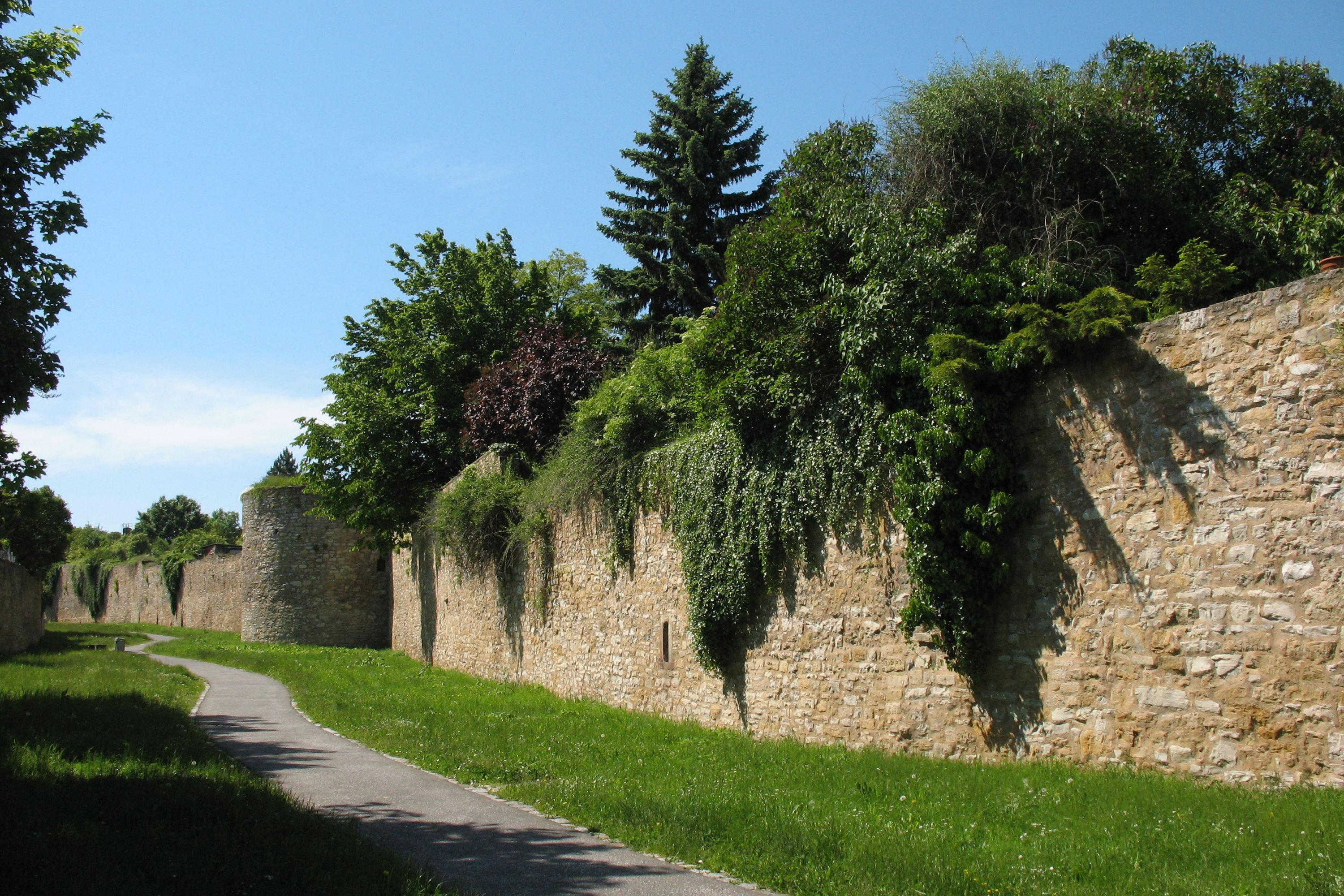
Delar av ringmuren
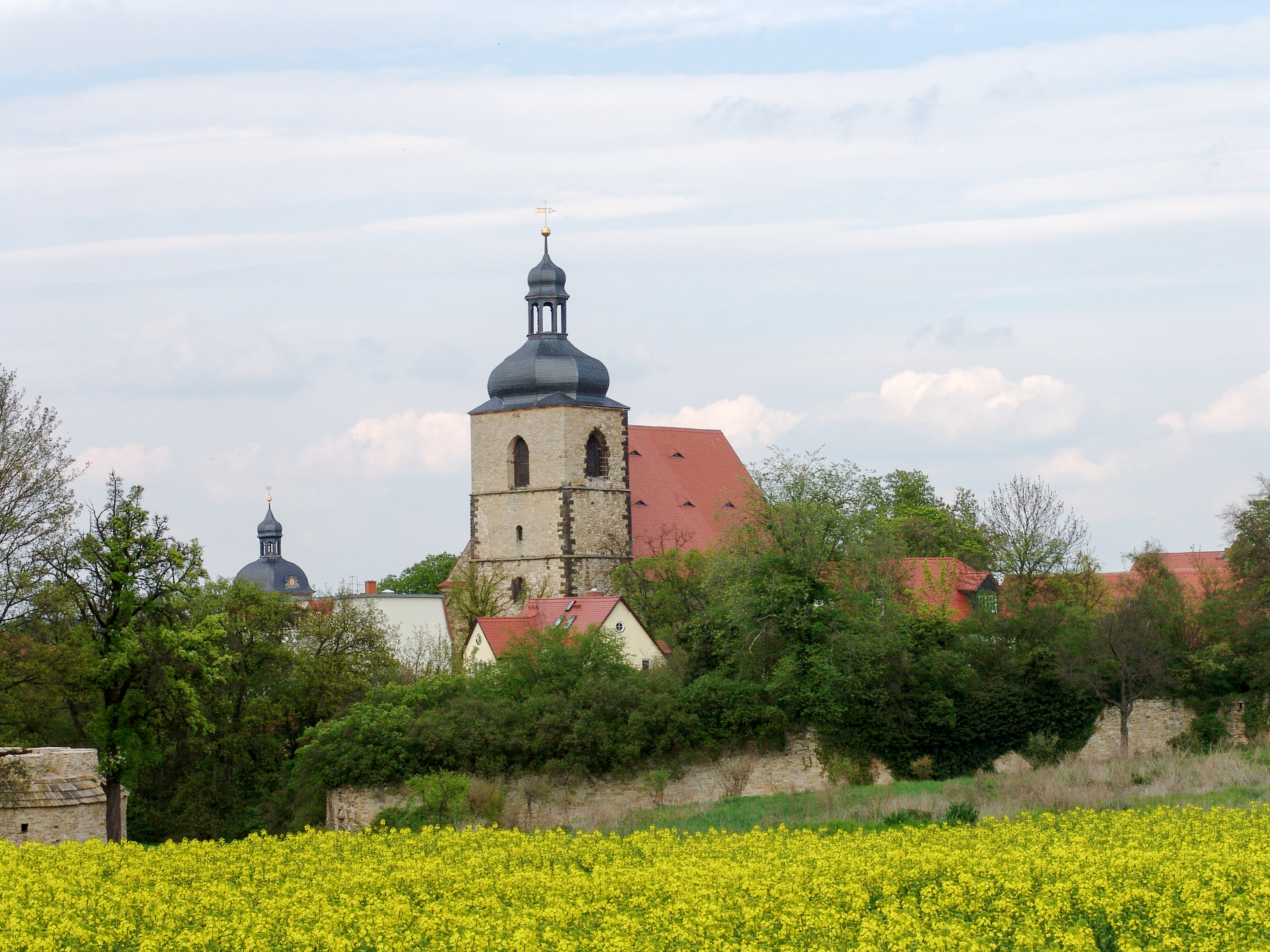
Stadskyrkan St. Lamperti